# Michael Muck
Michael Muck (* 18. April 1984 in Bad Mergentheim) ist ein ehemaliger deutscher Radrennfahrer. Er ist der Sohn des ehemaligen deutschen Nationalfechters Oskar Muck.

## Karriere
Seit 2003 fuhr Michael Muck im Bundesligateam der Hofbräu-Radler-Stuttgart, das seit Mitte der Saison 2005 Team Aguti hieß. Im Jahr 2006 wechselte er zum KED Bianchi-Rad Team Berlin mit dem Sportlichen Leiter Dieter Stein. Seit 2003 gehörte er der U23-Nationalmannschaft unter Bundestrainer Peter Weibel an.
Seine größten Erfolge 2005 sind der Sieg bei der Neuauflage der Fernfahrt Stuttgart–Straßburg, der dritte Platz bei der Bulgarien-Rundfahrt, bei der er auch die Nachwuchswertung gewinnen konnte, und ein zweiter Platz bei der U23-Austragung des Chrono des Herbiers. Auf Grund dieser Erfolge wurde er als Stagiaire für das UCI ProTeam Gerolsteiner nominiert, für das er mit überzeugenden Leistungen den Circuit Franco-Belge bestritt.

## Erfolge
2005
- Stuttgart–Straßburg